# Milinko Pantić
Milinko Pantić (ser. Милинко Пантић, ur. 5 września 1966 w Loznicy) – serbski piłkarz grający na pozycji ofensywnego pomocnika.

## Kariera klubowa
Karierę piłkarską Pantić rozpoczął w stolicy Jugosławii, Belgradzie, w tamtejszym klubie Partizan Belgrad. W 1985 roku zadebiutował w jego barwach w pierwszej lidze jugosłowiańskiej i już w swoim debiutanckim sezonie jako rezerwowy wywalczył mistrzostwo Jugosławii. Z kolei w 1987 roku obronił z Partizanem mistrzowskim tytuł, a w 1989 roku zdobył z nim Puchar Jugosławii. Przez 5,5 roku był jednak rezerwowym i rzadko występował w pierwszym składzie Partizana. W tym okresie rozegrał łącznie 65 spotkań w lidze i zdobył 11 goli. Na początku 1991 roku odszedł do Olimpiji Lublana i grał w niej przez pół sezonu.
Latem 1991 roku Pantić wyjechał z Jugosławii i trafił do ligi greckiej, do zespołu Panioniosu Ateny. W Panioniosie stał się najlepszym strzelcem pierwszej połowy lat 90. W sezonie 1991/1992 zdobył 11 goli, w 1992/1993 – 15, w 1993/1994 – 8, a w 1994/1995 zaliczył aż 17 trafień zostając trzecim najlepszym strzelcem Alpha Ethniki po Krzysztofie Warzysze (29 goli) i Dimitrisie Sarawakosie (21 goli).
Skuteczna gra w Grecji zawocowała transferem Panticia w 1995 roku do hiszpańskiego Atlético Madryt, prowadzonego wówczas przez rodaka Milinko, Radomira Anticia. W Primera División Pantić zadebiutował 3 września w wygranym 4:1 meczu z Realem Sociedad i już w debiucie zdobył gola. Obok Ljubosława Penewa, Kiko i Diego Simeone stał się gwiazdą zespołu. Zdobywając 10 bramek przyczynił się do wywalczenia przez Atlético mistrzostwa Hiszpanii, a także zdobycia Pucharu Hiszpanii. W sezonie 1996/1997 awansował z Atlético do ćwierćfinału Ligi Mistrzów, jednak w lidze zajął dopiero 5. miejsce, a rok później „Los Colchoneros” zakończyli sezon na 7. pozycji. Sezon 1997/1998 był ostatnim dla Panticia w Hiszpanii i łącznie w barwach Atlético strzelił 18 goli w lidze w 106 rozegranych meczach.
Latem 1998 roku Pantić odszedł do francuskiego Le Havre AC, jednak nie prezentował takiej formy jak w Atlético. Zdobył dwie bramki w Ligue 1, a po sezonie wrócił do Panioniosu. Tu także grał tylko przez jeden sezon i w 2000 roku zdecydował się zakończyć piłkarską karierę.
| Sezon   | Klub             | Kraj       | Rozgrywki        | Mecze | Bramki |
| ------- | ---------------- | ---------- | ---------------- | ----- | ------ |
| 1985/86 | Partizan Belgrad | Jugosławia | 1. liga          | 9     | 2      |
| 1986/87 | Partizan Belgrad | Jugosławia | 1. liga          | 15    | 3      |
| 1987/88 | Partizan Belgrad | Jugosławia | 1. liga          | 10    | 3      |
| 1988/89 | Partizan Belgrad | Jugosławia | 1. liga          | 0     | 0      |
| 1989/90 | Partizan Belgrad | Jugosławia | 1. liga          | 22    | 2      |
| 1990/91 | Partizan Belgrad | Jugosławia | 1. liga          | 9     | 1      |
| 1990/91 | Olimpija Lublana | Jugosławia | 1. liga          | 14    | 0      |
| 1991/92 | Panionios Ateny  | Grecja     | Alpha Ethniki    | 32    | 11     |
| 1992/93 | Panionios Ateny  | Grecja     | Alpha Ethniki    | 30    | 15     |
| 1993/94 | Panionios Ateny  | Grecja     | Alpha Ethniki    | 26    | 8      |
| 1994/95 | Panionios Ateny  | Grecja     | Alpha Ethniki    | 32    | 17     |
| 1995/96 | Atlético Madryt  | Hiszpania  | Primera División | 41    | 10     |
| 1996/97 | Atlético Madryt  | Hiszpania  | Primera División | 36    | 5      |
| 1997/98 | Atlético Madryt  | Hiszpania  | Primera División | 29    | 3      |
| 1998/99 | Le Havre AC      | Francja    | Ligue 1          | 19    | 2      |
| 1999/00 | Panionios Ateny  | Grecja     | Alpha Ethniki    | 23    | 4      |

## Kariera reprezentacyjna
W reprezentacji Jugosławii Pantić zadebiutował 24 kwietnia 1996 roku w wygranym 3:1 spotkaniu eliminacji do Mistrzostw Świata we Francji z Wyspami Owczymi. W grudniu wystąpił w innym meczu kwalifikacji do Mundialu, z Hiszpanią (0:2), który był jego drugim i ostatnim w kadrze narodowej.